# 杉永政信
杉永 政信（すぎなが まさのぶ、1961年5月5日 - ）は、福井県武生市（現：越前市）出身の元プロ野球選手（投手）、元プロ野球審判員。審判員袖番号は16。

## 来歴・人物

### 現役時代
中学時代から県内でも注目される投手だったが、高校は当時野球部員が十数人しか居なかった（本人曰く、「3年生になればレギュラーになれるようなところ」）鯖江高に進学した。1978年秋季北信越大会準々決勝に進むが、森隆峰のいた高岡第一高に延長13回サヨナラ負けを喫する。
1979年のプロ野球ドラフト会議で、木田勇の外れ1位で横浜大洋ホエールズから指名を受け入団。高校球界では無名ながら、巨体から繰り出す速球は150キロ近いと言われ、本人も入団会見の際に、「400勝する」と宣言していた。
しかし、入団後はフォームを崩したこともあって伸び悩み、ストレートの球速が120km/h前半にまで落ち込んでしまった。その後、アンダースローに転向するなどの試行錯誤を繰り返していたが、スローカーブを取得してから二軍で成績を残せるようになり、プロ6年目の1985年にはストレートの球速も135km/h前後まで回復し、一軍初登板を含む3試合登板したが、右腕の血行障害を発症して選手登録を外れる。翌年の復帰を目指して肋骨を1本抜く手術を行ったが完治せず選手復帰を断念した。
1986年は打撃投手となるものの1年限りで退団。

### 審判員時代
1987年、当時は審判学校がなかったためにダイレクトでセントラル・リーグ審判部入局。最初は東京審判部所属だったが、後に関西審判部転属となった。
2021年シーズン終了時までの通算試合出場数は2598、オールスターゲーム出場4回（1997年、2002年、2007年、2013年）。日本シリーズ出場4回（2004年、2007年、2010年、2013年）。オールスターでは2007年第2戦（オールスター史上初となる降雨コールドゲームかつ52年ぶりデーゲーム開催）で球審を、日本シリーズでは2004年第5戦、2010年と2013年第7戦で球審をそれぞれ担当。なお第7戦で2回球審を務めたのは、セ・リーグ出身審判としては岡田功、谷博についで3人目、プロ野球史上4人目である。
審判員袖番号は16（1988年の初採用時から着けていた）。190cm近い長身であり、日本プロ野球審判史上有数の巨漢である。また、近年のプロ野球の審判員としては珍しくブレザーを着用しなかったことでも知られ、肌寒い時期のデーゲームはもちろんナイトゲームでも着用することは稀であった。また球審を務めるときは、基本は立ち腰に近い姿勢（いわゆるシザースタンス）で構えていたが、2020年シーズン以降は稀にボックススタンスで構えることもあった。
1992年9月11日、阪神甲子園球場で行われた阪神タイガース対ヤクルトスワローズ第18回戦（日本プロ野球史上最長の6時間26分を記録した試合）で一塁塁審を務めていた。
2008年に主任に昇進した。役職名変更により2011年からクルーチーフとなる。なお、2017年からはクルーチーフを解かれ一般審判員となっていた。
2013年10月6日の広島対ヤクルト24回戦で球審を務め通算2000試合出場を達成。
2020年8月26日の阪神対中日11回戦で一塁塁審を務め通算2500試合出場を達成。
2019年シーズンには、かつての審判部の最高定年年齢であった58歳を迎えたが、定年延長制度を利用し、同シーズン以降も審判活動を継続していたが、60歳となった2021年シーズンをもって橋本信治審判員と共に引退した。

## 判定に関連したトラブル
1999年7月18日、阪神対巨人戦（阪神甲子園球場）の6回表、巨人が二死二塁で打者高橋由伸が一塁ゴロを打ち、一塁ベースカバーに入った阪神の投手ダレル・メイがボールを受けて一塁ベースに触れた。タイミングはアウトだったが、杉永一塁塁審はメイがベースに触れていないとしてセーフと判定した。この判定を不服としてメイは杉永に抗議。そしてメイが杉永を突いて退場処分（メイは14日間の出場停止）。また抗議している間に走者（川相昌弘）が生還して失点している。
2004年の日本シリーズ第1戦・中日対西武戦の5回裏中日の攻撃で一死一塁。打者谷繁元信の打った打球は捕手前のゴロとなった。捕手野田浩輔が捕球し直ちに谷繁に触球を試みた。球審橘高淳は野田が打者走者谷繁に触球したと判定し、アウトを宣告した。野田は二塁へ送球。二塁塁審の杉永は一塁走者のオマール・リナレスに二塁フォースアウトを宣告した。この判定を受け、遊撃手中島裕之は一塁に送球。西武側は併殺したと判断し、ベンチに引き上げた。
すると中日の監督落合博満は審判団に、「打者走者に対する触球によってアウトが宣告されたのなら、二塁はタッグプレイになる。一塁走者はアウトではない」と主張した。審判団は協議の上、杉永のフォースアウトの判定を取り消し、二死二塁からの再開を決めた。
しかし、西武の伊東勤監督がこれに対して「一度審判員がアウトといったのだから」とこの決定に対して異議を唱え、この間49分試合が中断し、最後は左翼線審友寄正人と橘高が場内アナウンスで謝罪した。この件でコミッショナーは審判団に厳重注意を通告した。
2008年8月28日、巨人対横浜戦（東京ドーム）の5回1死で坂本勇人が右前安打を放って塁をオーバーランした際、一塁に送球されて一塁塁審の笠原昌春が「セーフ」の判定をする一方で、球審の杉永政信が「アウト」の判定をした珍事が発生。公認野球規則9.04の（c）で審判団が協議した結果、セーフの判定になった。
2009年5月28日、中日対楽天戦（ナゴヤドーム）の9回表楽天の攻撃。打者中村紀洋の遊撃ゴロで三塁走者内村賢介の本塁フォースプレーをセーフと判定。この判定に抗議した中日の落合博満監督を遅延行為で退場処分とした。
2012年4月4日、西武対ロッテ戦（西武ドーム）の5回表ロッテの攻撃。打者岡田幸文のライト前ヒットで二塁走者大松尚逸の本塁クロスプレーをセーフと判定。この判定を不服とし、西武首脳陣が抗議。その際、抗議権がないにもかかわらず抗議した光山英和西武バッテリーコーチを退場処分とした。
2014年4月22日、ヤクルト対広島戦（神宮球場）の6回表1死一塁で広島の攻撃。打者堂林翔太の高いバウンドの三塁ゴロが二塁転送された際、二塁塁審の杉永は一塁走者の田中広輔をアウトと判定、ベンチを飛び出した広島の野村謙二郎監督が帽子を投げつけ抗議したが判定は変わらず、遅延行為を理由に退場処分とした。試合後に野村監督は制裁金を科された。

## 詳細情報

### 年度別投手成績
| 年 度     | 球 団     | 登 板 | 先 発 | 完 投 | 完 封 | 無 四 球 | 勝 利 | 敗 戦 | セ 丨 ブ | ホ 丨 ル ド | 勝 率 | 打 者 | 投 球 回 | 被 安 打 | 被 本 塁 打 | 与 四 球 | 敬 遠 | 与 死 球 | 奪 三 振 | 暴 投 | ボ 丨 ク | 失 点 | 自 責 点 | 防 御 率 | W H I P |
| --------- | --------- | ----- | ----- | ----- | ----- | -------- | ----- | ----- | -------- | ----------- | ----- | ----- | -------- | -------- | ----------- | -------- | ----- | -------- | -------- | ----- | -------- | ----- | -------- | -------- | ------- |
| 1985      | 大洋      | 3     | 0     | 0     | 0     | 0        | 0     | 0     | 0        | --          | ----  | 9     | 2.0      | 1        | 0           | 2        | 0     | 0        | 1        | 0     | 0        | 1     | 1        | 4.50     | 1.50    |
| 通算：1年 | 通算：1年 | 3     | 0     | 0     | 0     | 0        | 0     | 0     | 0        | --          | ----  | 9     | 2.0      | 1        | 0           | 2        | 0     | 0        | 1        | 0     | 0        | 1     | 1        | 4.50     | 1.50    |

### 記録
- 初登板：1985年9月15日 対広島東洋カープ21回戦（広島市民球場）、8回裏から3番手で登板・完了、無失点

### 背番号
- 28 （1980年 - 1981年）
- 52 （1982年 - 1986年）

## 審判出場記録
- 初出場：1989年9月8日、阪神対大洋19回戦（甲子園球場）、左翼外審。
- 出場試合数：2598試合（セ・リーグ1981、パ・リーグ290、交流戦212、日本シリーズ21、オールスター9、クライマックスシリーズ16）
- オールスター出場：4回（1997年、2002年、2007年、2013年）
- 日本シリーズ出場：4回（2004年、2007年、2010年、2013年）

（記録は2021年シーズン終了時）

## 出演テレビ番組
- 日本全国福むすび（福井テレビ、2018年4月13日放送分）